# Sandbanks Provincial Park

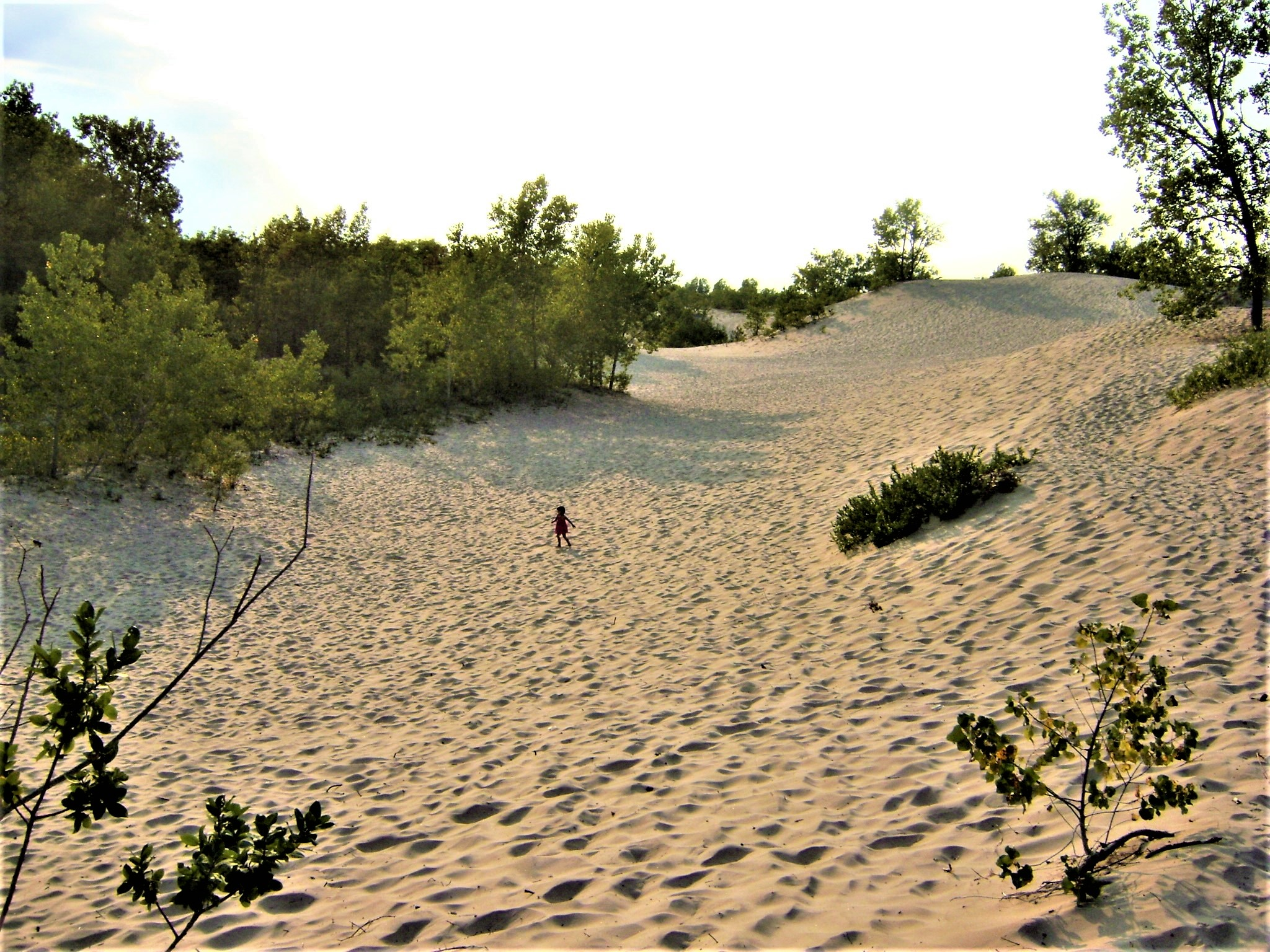
Dünen im Park

Der Sandbanks Provincial Park ist ein nur 15,51 km² Natural Environment Park am Ufer des Ontariosees im Prince Edward County in der Nähe von Picton in der kanadischen Provinz Ontario.

## Anlage
Der Park liegt am südwestlichen Ufer der Halbinsel, welche die Bay of Quinte vom Ontariosee abtrennt. Der mittlere Teil des Parks, im Dreieck zwischen „West Lake“, „East Lake“ und Ontariosee, ist der größte Teil und wird wegen der Bewaldung auch als der „Woodland Sector“ bezeichnet. An ihn schließen sich nach Nordwesten und Südosten zwei lange und schmale Parkteile, mit den Dünen, an. Diese beiden Parkteile liegen auf schmalen Landzungen zwischen der „Wellington Bay“ des Ontariosees und dem „West Lake“ bzw. der „Athol Bay“ des Ontariosees und dem „East Lake“. Der Park zieht sich dabei von der Siedlung „Wellington“ im Nordwesten bis zur Siedlung „Salmon Point“ im Südwesten. Die nächstgrößere Stadt ist Belleville, etwa 40 km Luftlinie nördlich.

## Geschichte
Vor 1979 bestand der Park aus zwei separate Provinzparks um die beiden Baymouth-Dünen. Der „Outlet Beach Provincial Park“ umfasste die Dünen zwischen dem „East Lake“ sowie dem Ontariosee und der damalige „Sandbanks Provincial Park“ umfasste die Dünen zwischen dem „West Lake“ und dem See. Der Anteil um die südlicher der beiden Dünen wurde 1959 eingerichtet und der für den heutigen Park namensgebende Anteil wurde im Jahr 1962 eingerichtet. Einige Küstenteile wurden schon vor der Einrichtung des Parks bzw. der Zusammenfassung der beiden zu einem Park für die Besiedlung erworben.
Im „Woodland Sector“ des Parks finden sich auch mehrere prähistorischen und historischen Stätten und Gebäuden. Unter anderem gibt es dort zwei bestätigte archäologische Stätten mit Funden der Princess Point-Kultur der Irokesen von vor über 1000 Jahren und der spätere Nutzung von anderen Völker der First Nations, wahrscheinlich Huronen, die auf einen Zeitraum um 1400 bis 1500 nach Christi zurückgehen.

## Flora und Fauna
Das Ökosystem des Parks ist für seine Sanddünen und Strände bekannt, außerdem umfasst er eine Vielzahl von Ökosystemen von provinzieller Bedeutung. Die „West Lake Baymouth Düne“ gilt als eine der größten Süßwasserdünen der Welt. Die Vegetation in den Dünen und den Marschgebiete entspricht denen an den Ufern der Großen Seen, an der Atlantikküste. Mehrere der vorkommenden Arten sind von provinzieller oder regionaler Bedeutung (zum Beispiel der Grüne Pfeilaron, Zwergmisteln oder Steinsamen).
Der Park beherbergt laut Beobachtung der Parkverwaltung über 200 Vogelarten, darunter einige seltene Arten, und ist als Zwischenstopp für wandernde Küstenvögel von Bedeutung. Die Vielfalt der verfügbaren Lebensräume (alte Äcker, Dünen, Sümpfe und Feuchtgebiete und Waldstücke) schafft ein Umgebung, die einer reichen Vielfalt der Vogelwelt sehr förderlich ist. Zu den seltenen oder regional seltener Arten die hier vorkommenden gehören der Sumpfzaunkönig, die Sumpfammer (Melospiza georgiana) oder der Weißbürzel-Strandläufer.

## Aktivitäten
Der Park ist bei Wanderern sowie Wassersportlern ein beliebtes Ziel und gehört in den Sommermonaten zu den drei am meist besuchten Provincial Parks in der Provinz. Genutzt wird er zumeist von Besuchern aus dem südlichen Ontario und dem angrenzenden US-amerikanischen Bundesstaat New York. Der Park hat fünf Zeltplätze mit rund 500 Stellplätzen für Wohnmobile und Zelte sowie einen Zeltplatz für Gruppencamping. Drei der Zeltplätze liegen im mittleren Bereich der Parks und zwei auf der Landzunge, dem „Outlet Beach“, zwischen „East Lake“ und Ontariosee.